# تأسیس جمهوری (فیلم)
تأسیس یک جمهوری (به انگلیسی: The Founding of a Republic) فیلمی چینی محصول سال ۲۰۰۹ است.

## داستان
داستان این فیلم بعد از سال ۱۹۴۵ (دومین جنگ چین و ژاپن ) رخ می‌دهد. داستان بیشتر روایت درگیری ملی گراها و کمونیست ها بعد از جنگ جهانی دوم ، مبارزات سیاسی و جنگ های داخلی آنها و درنهایت پیروزی مائو و تاسیس جمهوری دموکراتیک خلق چین به رهبری حزب کمونیست می باشد. 
ساختار فیلم قوی نبوده و به نظر میرسد بیشتر برای مصرف داخلی چین ساخته شده تا بیان تاریخ چین در آن برهه . چرا که معرفی دقیقی از چهره های شاخص تاریخی در زمان اتفاقات فیلم و نیز افرادی که درفیلم وجود ندارند ولی اتفاقات تحت تاثیر آنها رخ داده مانند دکتر سون یات سن انجام نشده.
بهتر است برای فهمیدن این فیلم ، و درک بهتر تاریخ معاصر چین از مطالعه بیشتر یا دیدن فیلمهایی نظیر1911 ،1921 the last emperor و دیگر فیلمهای ساخته شده در این بازه زمانی کمک بگیریم.

## بازیگران مطرح
هرچند که بازیگران مطرح هنرهای رزمی از جمله جکی چان ، جت لی و دونی ین در این فیلم حضور دارند ولی در این فیلم حتی یک صحنه هنرهای رزمی هم وجود ندارد و نقش این سه هنرپیشه بطور غیراصلی و کوتاه می باشد.